# Crimes of Passion (serie de películas)
Crimes of Passion es una serie de películas suecas transmitidas del 8 de marzo de 2013 hasta el 20 de noviembre del 2013.
Las películas están basadas en las novelas de crimen de la autora sueca Dagmar Lange, más conocida como "Maria Lang".
La franquicia estuvo conformada por 6 películas, las cuales son protagonizadas por los actores suecos Tuva Novotny, Linus Wahlgren y Ola Rapace.

## Trama
Basada en la bella e idílica localidad sueca de Bergslagen en la década de 1950 se centra en la curiosa Puck Ekstedt, su novio y después marido Einar "Eje" Bure y su mejor amigo, el superintendente de la policía Christer Wijk, y cómo intentan atrapar a los criminales cuyas acciones están basadas en la intriga, traición, secretos, mentiras, relaciones y muerte.

## Películas

### Mördaren ljuger inte ensam(2013)
La película es la primera entrega de la franquicia y fue estrenada el 8 de marzo del 2013.
Cuando aparece muerta Marianne Wallman, la exnovia de Rutger, el supervisor de la estudiante de literatura Puck Ekstedt, Puck junto a Eje, los otros jóvenes y el inspector de policía Christer Wijk se quedan varados en la isla, junto al asesino, mientras intentan descubrir al responsable del crimen.
| Actor          | Personaje        | Ocupación                     |
| -------------- | ---------------- | ----------------------------- |
| Tuva Novotny   | Puck Ekstedt     | Estudiante de Literatura      |
| Linus Wahlgren | Einar "Eje" Bure | Historiador                   |
| Ola Rapace     | Christer Wijk    | Superintendente de la Policía |

### Kung Liljekonvalje av dungen(2013)
La segunda película fue estrenada el 7 de agosto del 2013.
Cuando una joven mujer se ausenta de su propia boda y es encontrada a la mañana siguiente asesinada, la policía debe encontrar al responsable.
| Actor          | Personaje        | Ocupación                     |
| -------------- | ---------------- | ----------------------------- |
| Tuva Novotny   | Puck Ekstedt     | Estudiante de Literatura      |
| Linus Wahlgren | Einar "Eje" Bure | Historiador                   |
| Ola Rapace     | Christer Wijk    | Superintendente de la Policía |

### Inte flera mord(2013)
La tercera película fue estrenada el 4 de septiembre del 2013.
Los recién casados Eje y Puck Bure llegan a Skoga para unas merecidas vacaciones, sin embargo a la mañana siguiente descubren el cuerpo de un joven en su jardín. Pronto el oficial Christer Wijk, comienza la investigación y descubre que existe una conexión entre el hombre asesinado, Tommy Holt y el reciente asesinato de Britt Andersson en Sundbyberg.
| Actor          | Personaje        | Ocupación                     |
| -------------- | ---------------- | ----------------------------- |
| Tuva Novotny   | Puck Ekstedt     | Asistente de Christer         |
| Linus Wahlgren | Einar "Eje" Bure | Historiador                   |
| Ola Rapace     | Christer Wijk    | Superintendente de la Policía |

### Rosor kyssar och döden(2013)
La cuarta película fue estrenada el 9 de octubre del 2013.
Cuando el abuelo de la hermosa Gabriella es encontrado envenenado en su cama en Rödbergshyttan, Einar y Puck junto con la policía pronto se dan cuenta de que el tipo de relaciones que tienen cada una de las personas que viven en la casa son complicadas. La pregunta que se hacen es qué tanto está involucrada Gabriella en los hechos y cuanta coincidencia hay en que el abuelo haya sido asesinado junto cuando Christer estaba en la casa.
| Actor          | Personaje        | Ocupación                     |
| -------------- | ---------------- | ----------------------------- |
| Tuva Novotny   | Puck Ekstedt     | Literaria                     |
| Linus Wahlgren | Einar "Eje" Bure | Historiador                   |
| Ola Rapace     | Christer Wijk    | Superintendente de la Policía |

### Farliga drömmar(2013)
La quinta película fue estrenada el 6 de noviembre del 2013.
Puck ha comenzado a trabajar junto al excéntrico ganador de literatura del Premio Nobel, Andreas Hallman. Hallman es encantador y genial pero también un tirano neurótico, que fuerza a su esposa, a sus tres hijos y a su nuera a vivir juntos en la reclusión lejos del resto del mundo. Una noche durante el cumpleaños de su nuera, el hijo mayor y favorito de Hallman muere, la policía se pregunta si el frágil y enfermizo hijo de Hallman, murió de causas naturales o no.
| Actor          | Personaje        | Ocupación                     |
| -------------- | ---------------- | ----------------------------- |
| Tuva Novotny   | Puck Ekstedt     | Secretaria de Andreas Hallman |
| Linus Wahlgren | Einar "Eje" Bure | Historiador                   |
| Ola Rapace     | Christer Wijk    | Superintendente de la Policía |

### Tragedi på en lantkyrkogård(2013)
La sexta y última película fue estrenada el 20 de noviembre del 2013.
En vísperas de Navidad, la vicaría le da la bienvenida a sus invitados entre ellos el vicario, Puck, Eje y el profesor Einar Ekstedt, cuando alguien toca a la puerta, la bella Barbara Sandell anuncia que su esposo ha desaparecido. Pronto es encontrado asesinado y la vicaría se llena de policías, fotógrafos y forenses. El jefe de la policía Christer Wijk, comienza a investigar y pronto heridas viejas reaparecen mientras que el misterio del crimen continúa.
| Actor          | Personaje        | Ocupación                     |
| -------------- | ---------------- | ----------------------------- |
| Tuva Novotny   | Puck Ekstedt     | Estudiante de Literatura      |
| Linus Wahlgren | Einar "Eje" Bure | Historiador                   |
| Ola Rapace     | Christer Wijk    | Superintendente de la Policía |

## Producción
El 11 de diciembre del 2013 la cadena BBC Four anunció que había adquirido los derechos británicos de emisión para las películas, las cuales comenzaron a estrenarse en la cadena el 30 de agosto del 2014.
La primera película de la franquicia fue estrenada el 8 de marzo de 2013 y dirigida por Birger Larsen, contó con los escritores Jonna Bolin-Cullberg y Charlotte Orwin (en el guion) basados en la novela de la autora de novelas de crímenes sueca Dagmar Lange, más conocida como "Maria Lang", producida por Renée Axö junto a los productores ejecutivos Jessica Ericstam, Johan Mardell y Josefine Tengblad, mientras que la música fue escrita y producida por los hermanos Karl Frid y Pär Frid y cantada por Isabella Lundgren, la cinematografía fue realizada por Mats Axby y la edición por Jacob Thuesen.
La segunda película fue estrenada el 7 de agosto del 2013 y dirigida por Christian Eklöw y Christopher Panov, escrita nuevamente por Jonna Bolin-Cullberg y Charlotte Orwin (en el guion), contó con la participación de los productores Renée Axö y Cecilia Norman, en coproducción con Åsa Sjöberg, quienes contaron con el apoyo de los productores ejecutivos Jessica Ericstam, Johan Mardell y Josefine Tengblad, así como con el post-productor Johan Österman.
La composición de la música estuvo a cargo de Karl Frid y Pär Frid, mientras que la cinematografía y la edición estuvieron en manos de Andres Rignell y Sofia Lindgren, respectivamente.
Fue filmada en Fådstugugatan, Nora, Provincia de Örebro en Suecia. 
La tercera película estrenada el 4 de septiembre de 2013 fue dirigida por Peter Schildt, escrita por Jonna Bolin-Cullberg y Charlotte Orwin (en el guion), fue producida por Renée Axö y Cecilia Norman, junto al coproductor Åsa Sjöberg en apoyo con los productores ejecutivos Jessica Ericstam, Johan Mardell, Josefine Tengblad. La música nuevamente estuvo en manos de los compositores Frid, mientras que la cinematografía Rolf Lindström y la edición fue realizada por Malin Lindström y Tomas Täng.
La película fue filmada en Nora, Provincia de Örebro en Suecia.
La cuarta película fue dirigida por Daniel di Grado y estrenada el 9 de octubre de 2013. Escrita por Kerstin Gezelius y Alexander Onofri (en el guion) con el apoyo de Inger Scharis (en la edición del script). Fue producida por Renée Axö, la música estuvo nuevamente a cargo de Karl Frid y Pär Frid, mientras que la cinematografía estuvo en manos de Jan Jonaeus y la edición fue realizada por Linda Jildmalm y Thomas Täng.
La quinta película estrenada el 6 de noviembre del 2013 fue dirigida por Molly Hartleb, escrita nuevamente por Jonna Bolin-Cullberg y Charlotte Orwin, contó con el productor Renée Axö y post-productor Johan Österman, así como con los compositores Karl Frid y Pär Frid, así como con el cinematógrafo Andréas Lennartsson y el editor Tomas Beije.
Finalmente la sexta y última película fue estrenada el 20 de noviembre del 2013 fue dirigida por Christian Eklöw y Christopher Panov, escrita por Alex Haridi e Inger Scharis (en el guion), producida por Axö, también contó con los compositores Karl y Pär Frid, y en la cinematografía con Andres Rignell.